# Châtillon-sur-Loire
 Châtillon-sur-Loire  es una población y comuna francesa, situada en la región de Centro, departamento de Loiret, en el distrito de Montargis. Es el chef-lieu y mayor población del cantón de Châtillon-sur-Loire.

## Demografía
| 2171 | 2301 | 2326 | 2491 | 2822 | 2947 |
| Para los censos de 1962 a 1999 la población legal corresponde a la población sin duplicidades (Fuente: INSEE [Consultar]) |      |      |      |      |      |